# Oberkonhof
Oberkonhof ist ein Ortsteil der Gemeinde Altendorf im Oberpfälzer Landkreis Schwandorf, Bayern, und Mitglied der Verwaltungsgemeinschaft Nabburg.

## Geographie
Oberkonhof liegt 4 Kilometer nordöstlich von Altendorf im Murachtal. Der Ort liegt an der Staatsstraße 2159 am Ufer der Murach. Nordwestlich von Oberkonhof erhebt sich der 513 Meter hohe Fuchsschlag. Nordöstlich vom Ort mündet der Dürnersbach in die Murach.

## Geschichte
Oberkonhof (auch: obern Kienhoff, Khonhoff, Obernkonhof, Obernkhonhof, Obernconhof) lag im 14. Jahrhundert auf der Grenze des Amtes Nabburg.
Im Salbuch von 1513 wurde Oberkonhof zusammen mit Siegelsdorf mit einem jährlichen Jägergeld von 2 Höfen, 3 Halbhöfen und einem Lehen verzeichnet. Im Amtsverzeichnis von 1596 erschien Oberkonhof mit einem Hof, einem Söldengütel und einer Mühle. Im Türkensteueranlagsbuch von 1606 waren für das Dorf 2 Höfe, 1 Gut, 8 Ochsen, 9 Kühe, 8 Rinder, 7 Frischlinge und eine Steuer von 10 Gulden und 57 ½ Kreuzer eingetragen. Zusätzlich zur Gutsherrschaft Altendorf gehörig ein Hof und eine Mühle laut Steuerbuch von 1630 mit 4 Ochsen, 4 Kühen, 4 Kälbern, 2 Frischlingen, 1 Ziege und einer Steuer von 8 Gulden, 21 ¾ Kreuzer.
Während des Dreißigjährigen Krieges hatte Oberkonhof in den Jahren 1500 und 1523 jeweils 2 Untertanen, 1583 dann 3 Untertanen, 1631 4 Untertanen und 1712 wieder 3 Untertanen. Die Kriegsaufwändungen betrugen 263 Gulden.
1750 gehörte in Oberkonhof der Hof der Witwe von Egidi Pauman mit einer Steuer von 11 Gulden und 28 Kreuzer zur Gutsherrschaft Altendorf. Im Herdstättenbuch von 1721 erschien Oberkonhof mit 3 Anwesen, 4 Häusern und 4 Feuerstätten. Zusätzlich zu Altendorf gehörig 1 Anwesen, 1 Haus, 1 Feuerstätte. Im Herdstättenbuch von 1762 erschien Oberkonhof mit 3 Herdstätten, kein Inwohner und einer Herdstätte im Hirtenhaus mit einem Inwohner. Zusätzlich zu Altendorf gehörig 1 Herdstätte, kein Inwohner. Zusätzlich zu Kloster Reichenbach am Regen gehörig 1 Herdstätte, kein Inwohner. Zusätzlich zu Eigelsberg gehörig 1 Anwesen, kein Inwohner. 1763 gehörten 4 Häuser mit 13 Seelen in Oberkonhof nach Eigelsberg. Laut Steuerbuch 1767 gehörte in Oberkonhof die Mühle mit 2 Gängen, Besitzer Ulrich Irlbacher, Schätzwert 644 Gulden, zu Eigelsberg. 1792 hatte Oberkonhof 3 hausgesessene Amtsuntertanen. 1808 gab es in Oberkonhof 3 Anwesen und ein Hirtenhaus. Zusätzlich zu Altendorf gehörig 1 Anwesen.
1808 begann in Folge des Organischen Ediktes des Innenministers Maximilian von Montgelas in Bayern die Bildung von Gemeinden. Dabei wurde das Landgericht Nabburg zunächst in landgerichtische Obmannschaften geteilt. Oberkonhof kam zur Obmannschaft Altendorf. Zur Obmannschaft Altendorf gehörten: Altendorf, Fronhof, Schirmdorf, Dürnersdorf, Trossau, Siegelsdorf, Oberkonhof und Murglhof.
1811 wurden in Bayern Steuerdistrikte gebildet. Dabei kam Oberkonhof zum Steuerdistrikt Dürnersdorf. Der Steuerdistrikt Dürnersdorf bestand aus den Dörfern Dürnersdorf und Oberkonhof und dem zu Pertolzhofen gehörigen Hasenhölzl und dem Moo- und dem Fuchsenschlag. Er hatte 21 Häuser, 122 Seelen, 400 Morgen Äcker, 136 Morgen Wiesen, 36 Morgen Holz, 15 Morgen öde Gründe und Wege, 48 Ochsen, 36 Kühe, 50 Stück Jungvieh, 60 Schafe und 26 Schweine.
Schließlich wurde 1818 mit dem Zweiten Gemeindeedikt die übertriebene Zentralisierung weitgehend rückgängig gemacht und es wurden relativ selbstständige Landgemeinden mit eigenem Vermögen gebildet, über das sie frei verfügen konnten. Hierbei kam Oberkonhof zur Ruralgemeinde Dürnersdorf. Die Gemeinde Dürnersdorf bestand aus den Ortschaften Dürnersdorf mit 12 Familien, Oberkonhof mit 7 Familien, Trossau mit 8 Familien, Schirmdorf mit 10 Familien und Siegelsdorf mit 5 Familien. 1972 wurde die Gemeinde Dürnersdorf in die Gemeinde Altendorf eingegliedert.
Oberkonhof gehörte vom 18. bis zum 20. Jahrhundert zur Pfarrei Altendorf, Dekanat Nabburg.
Die Marienkapelle wurde nach dem Abriss des mittlerweile marode gewordenen Glockturms in den Jahren 1988/89 durch die Initiative der Dorfgemeinschaft neu errichtet und prägt seitdem das Dorfbild. 

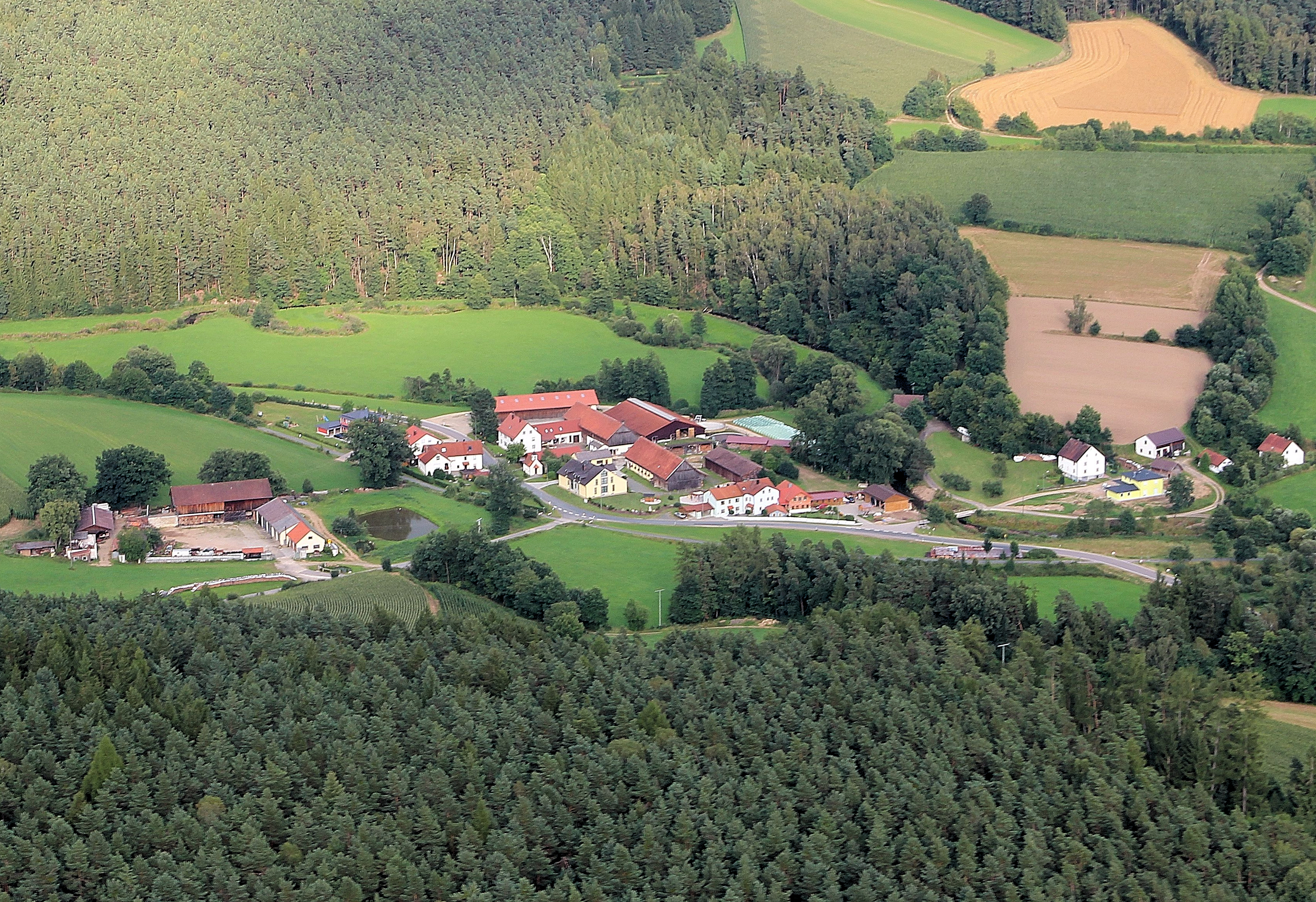
Oberkonhof (2012)
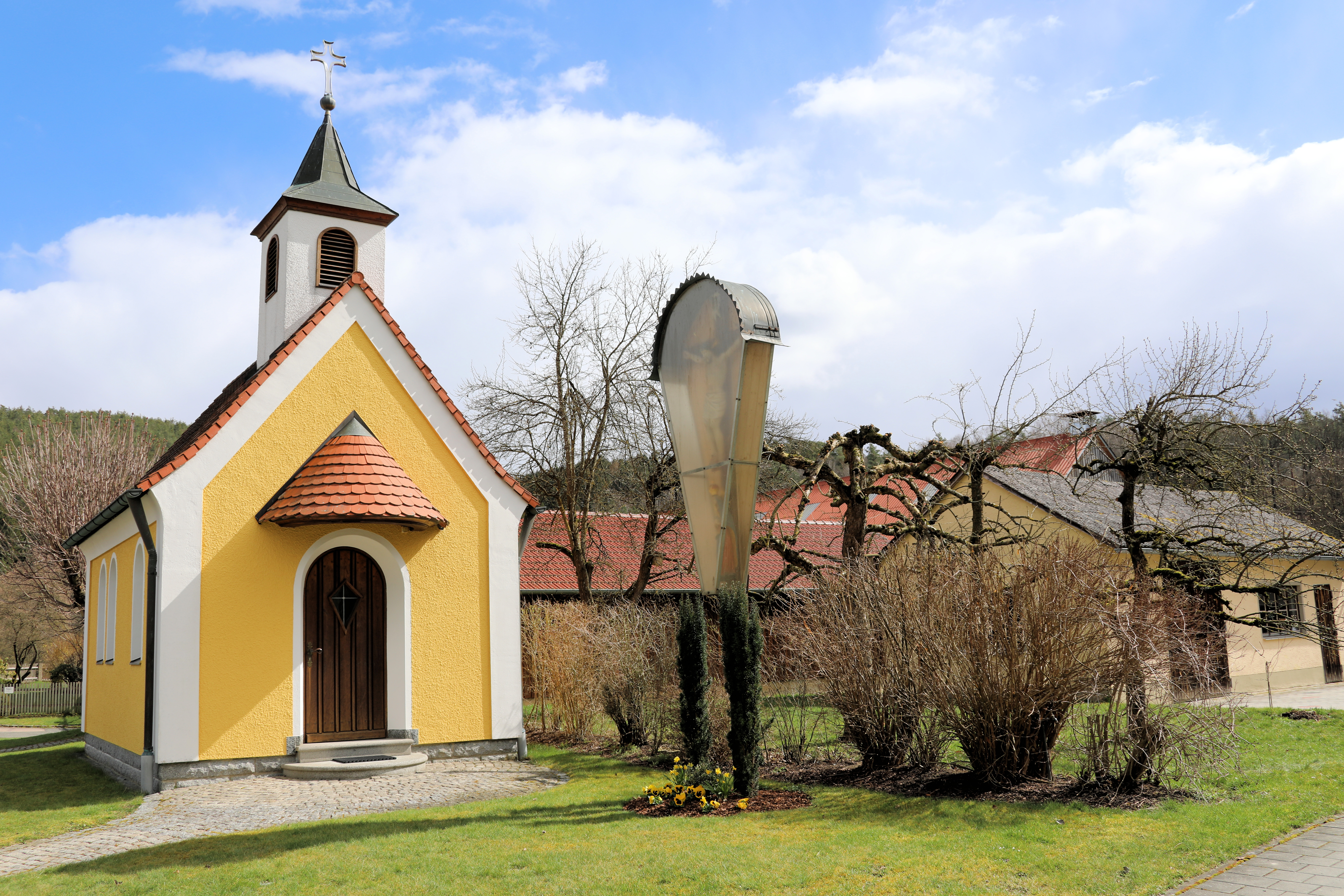
Kapelle (2023)
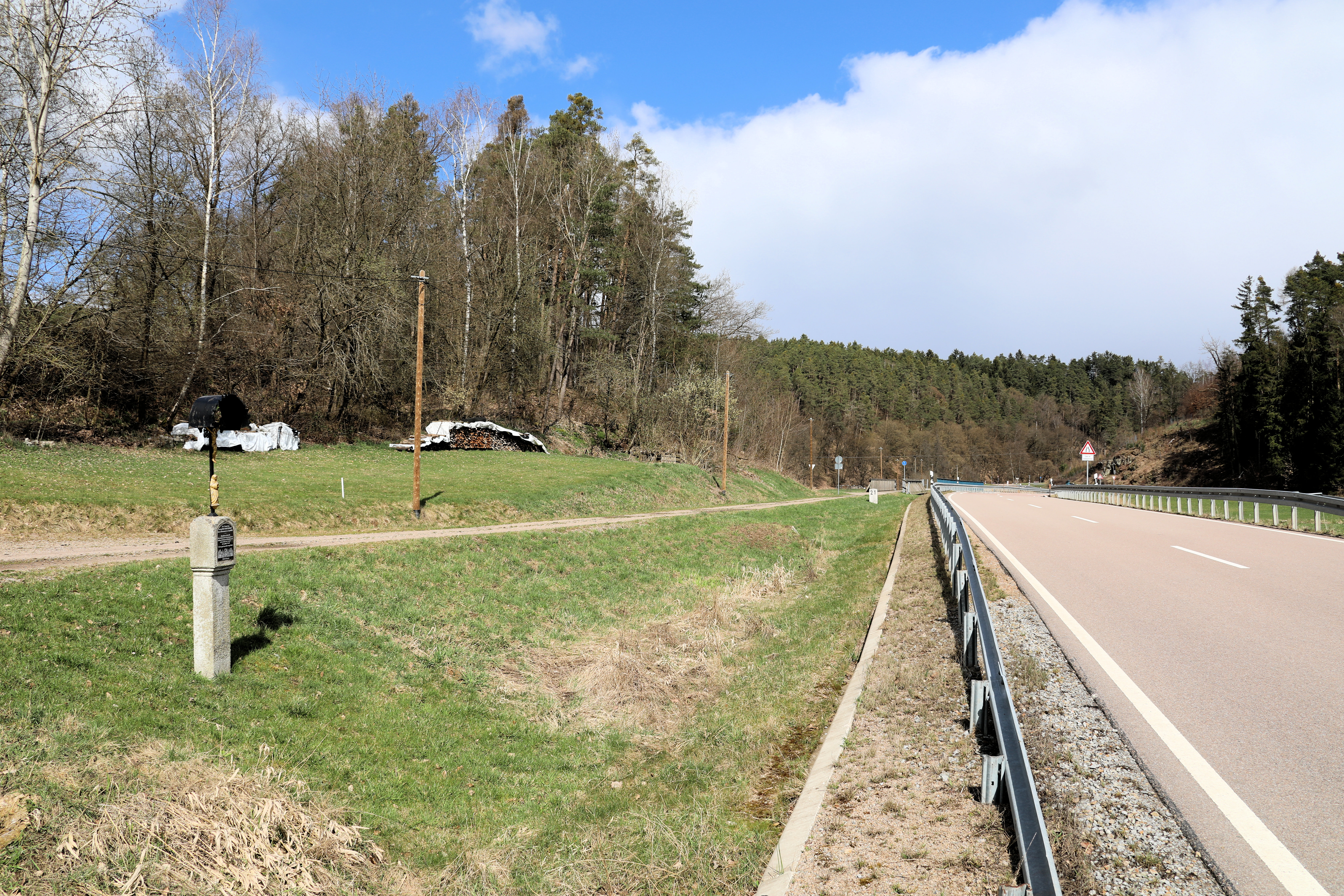
Bayerisch-Böhmischer Freundschaftsweg
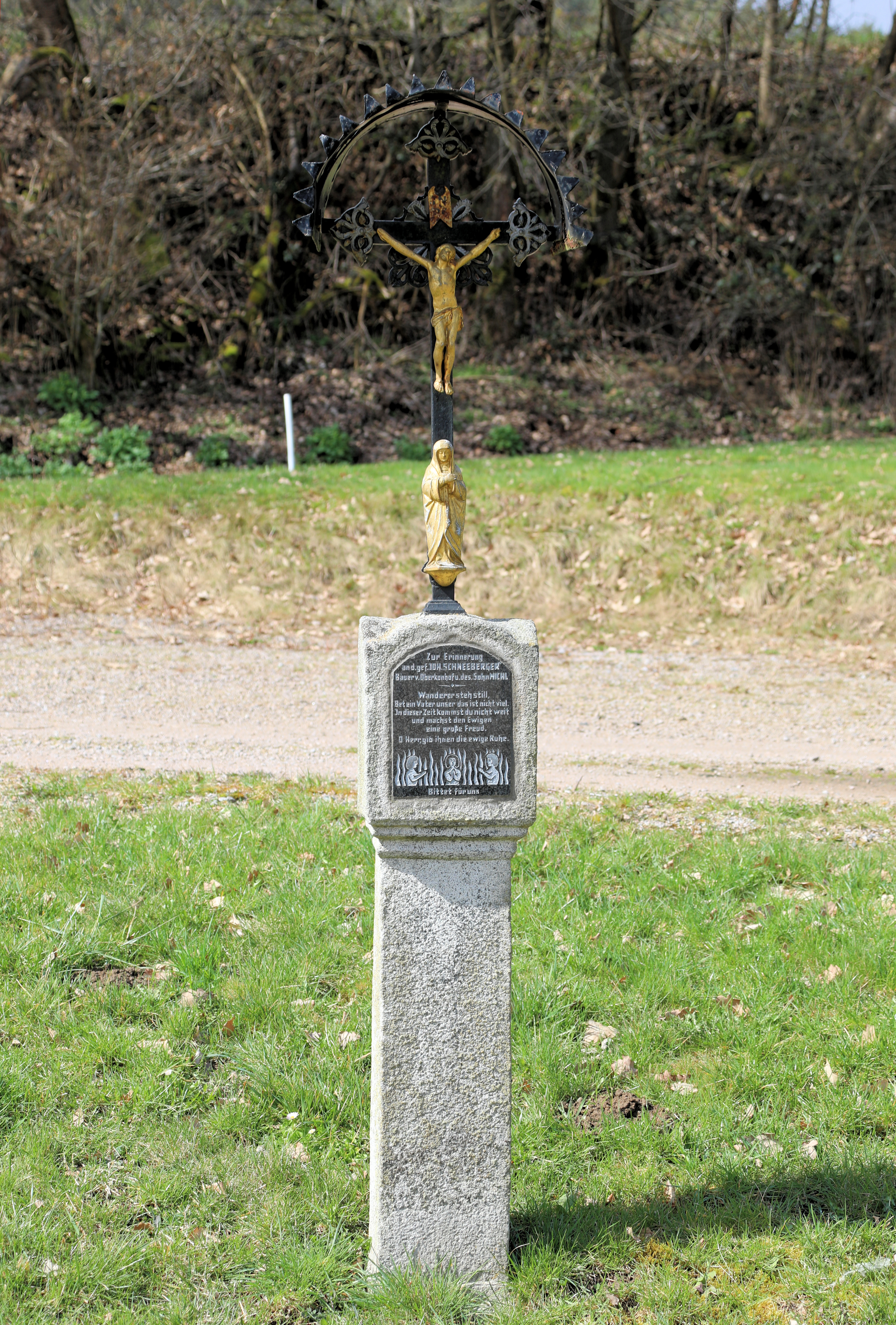
Marterl am Freundschaftsweg

## Einwohnerentwicklung ab 1818
| Jahr | Einwohner  | Gebäude |
| ---- | ---------- | ------- |
| 1818 | 7 Familien | k. A.   |
| 1828 | 52         | 8       |
| 1838 | 52         | 8       |
| 1864 | 42         | 23      |
| 1875 | 57         | 24      |
| 1885 | 44         | 8       |
| 1900 | 30         | 8       |
| 1913 | 43         | 8       |

| Jahr | Einwohner | Gebäude |
| ---- | --------- | ------- |
| 1925 | 41        | 7       |
| 1950 | 46        | 7       |
| 1961 | 42        | 8       |
| 1964 | 38        | 8       |
| 1970 | 32        | k. A.   |
| 1987 | 38        | 7       |
| 2011 | 40        | k. A.   |

## Tourismus
Oberkonhof liegt am Bayerisch-Böhmischen Freundschaftsweg.